# Budafok kocsiszín
A Budafok kocsiszín (korábban: Budafok forgalmi telep) Budapesten a XI. kerületben, Albertfalván, a Fehérvári út 247. szám alatt található. Az eredeti épületek egy része (a Fehérvári út keleti oldalán) ma már más felhasználást nyert, a vasút és a Fehérvári út közé eső területen lévőket – kettő kivételével – a vágányhálózattal együtt, az új CAF villamosok érkezéséhez kapcsolódó átépítés során 2016 augusztusában teljesen elbontották.
Az átépítés során a külső vágánykapcsolatokat teljesen újragondolták, a korábbiakkal ellentétben a kocsiszín vágányait a villamosvonaltól kerítéssel választották el, dél felől is közvetlenül be lehet járni a kocsiszínbe (korábban csak irányváltással volt ez megoldott), és a korábbi (északi) kihúzóvágány oldaláról is bejárhatnak majd a villamosok. A kocsiszín vágányait (kivéve a legnyugatibb, összekötő vágányt) fedetté tették.

## Története
A kocsiszín négyvágányos volt, 1899-ben épült, kivitelezésére a Hoffer és Sorg cég kapott engedélyt. Egyben BHÉV kocsiszínként is működött.
1963-ban itt készült az első MIX típusú HÉV motorvonat prototípusa. Ugyanebben az évben dél-budai HÉV megszűnése miatt a remiz vágányaira HÉV szerelvények helyére villamoskocsik költöztek.
1972-től 1993-ig a kocsiszínhez tartozó megállóban volt a 41-es villamos végállomása is. A szerelvények a kocsiszín melletti deltavágányon fordultak.

## Járműállománya
Járműállományát a 2016-os újjáépítést megelőzően Tatra T5C5 és Ganz csuklós villamosok képezték. A 47-es villamosra Ganz csuklósokat („ICS”-ket), míg a 17-esre, a 19-esre és a 41-esre (a budai fonódó villamoshálózat kialakítása előtt pedig a 18-asra) Tatra járműveket adott ki. Az UV motor- és pótkocsikat 2007. augusztus 21-én kivonták a forgalomból, ezek a nosztalgiaállomány részét képezték. A 2018-as átépítés után a kocsiszín lett a CAF villamosok budai bázisa, innen adják ki a rövid alacsony padlós villamosokat a 17-es, míg a hosszú villamosokat az 1-es viszonylatra, ezen kívül az 1-es és 17-es vonalakra hétköznap, a 41-es és 56-os viszonylatokra pedig állandó jelleggel Tatra T5C5K típusú villamosokat is ad ki a járműtelep.

## Képtár
- A kocsiszín régi épületei 2009-ben
- Tátrák, egy CAF és egy csatolt UV a nyílt napon
- Budafok kocsiszín - légi fotó
- Légi felvételen a Budafok kocsiszín